# قصر (فیلم ۱۹۶۴)
قصر (دانمارکی: Slottet) یک فیلم کودکان دانمارکی است که در سال ۱۹۶۴ میلادی منتشر شد.

## بازیگران
- پل رایشهارت
- لون هرتز
- هنینگ پالنر
- بیورن پوگارد-مولر
- ملین شوارتس
- اوله مونتی
- پربن مارت
- پربن نیرگار